# Giovanni Paolo I Sforza
Giovanni Paolo I Sforza o Giampaolo I Sforza (Milano, 8 marzo 1497 – Napoli, 13 dicembre 1535) è stato un condottiero italiano, capostipite della linea dei marchesi di Caravaggio.

## Biografia

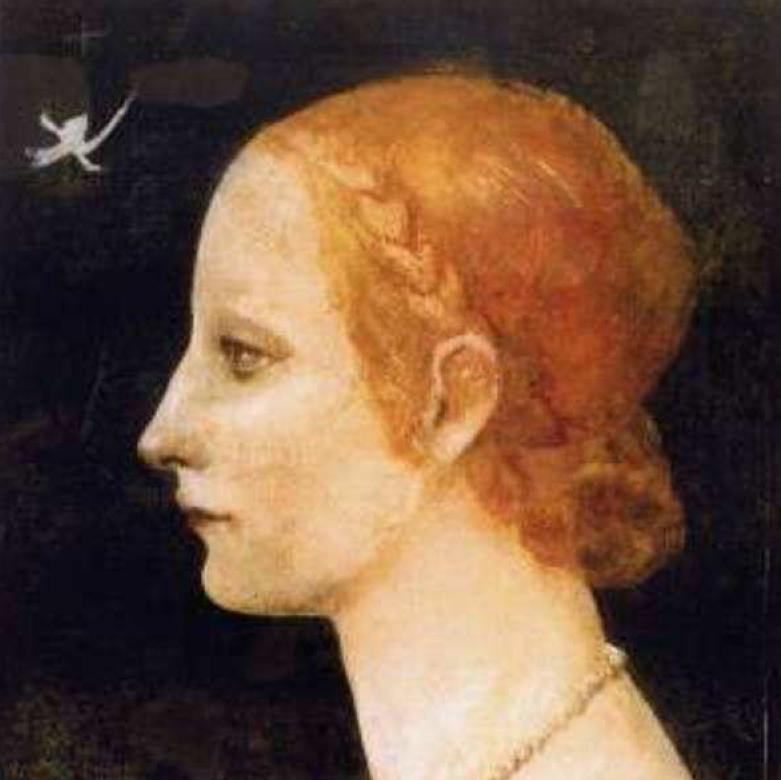
Leonardo (attr.), Profilo di giovane donna, possibile ritratto di Lucrezia Crivelli, madre di Giovanni Paolo I Sforza.

Era figlio naturale legittimato del duca di Milano Ludovico il Moro e della sua amante Lucrezia Crivelli.
Intenzione del padre era, inizialmente, di chiamarlo Ercole, come il suocero Ercole I d'Este. Qualcuno gli suggerì pure di chiamarlo Francesco, poiché era nato nell'anniversario di morte del duca Francesco Sforza, ma Ludovico rispose subito di "non volere fare questa iniuria [offesa]" alla moglie Beatrice da poco defunta, poiché sarebbe sembrato ch'egli volesse porre il nuovo nato al di sopra di quelli avuti da lei.
Già nel 1513, ritornati per breve tempo gli Sforza sul trono milanese con il fratello Massimiliano, partecipò alla difesa di Novara contro i Francesi. Ritornati poi nuovamente al potere gli Sforza con l'altro fratello Francesco II, nel 1525 fu assediato nel Castello Sforzesco di Milano dagli Spagnoli, in quel periodo avversari degli Sforza. 
Nel 1528 fu assediato in Lodi ancora dagli Spagnoli al comando di Antonio de Leyva e dai Lanzichenecchi; dopo aver respinto con tre ore di duro combattimento un attacco degli assedianti che avevano aperto una breccia, li costrinse dopo un mese ad abbandonare l'assedio. Pochi mesi dopo si avvicinò al De Leyva per dissapori con il fratello Francesco, con cui ben presto ritrovò l'accordo. Combatté quindi ancora gli Spagnoli.
Finalmente, nel 1532, dopo la pace di Bologna, rappacificatisi il fratello Francesco e il re di Spagna e imperatore Carlo V, ricevette in premio il marchesato di Caravaggio e il titolo di Illustre.
Nel 1535, dopo la morte del fratello, si dirigeva verso Napoli per far valere davanti a Carlo V i suoi diritti alla successione al Ducato di Milano, sulla base di un privilegio concesso a suo tempo dall'imperatore Massimiliano I. Ma, mentre il documento veniva fatto sparire da Massimiliano Stampa, giunto a Firenze il marchese Giampaolo Sforza moriva misteriosamente. Si dice che fosse fatto avvelenare dal suo antico nemico, il De Leyva, per impedire che il Ducato potesse restare indipendente sotto uno Sforza.

## Discendenza
Era sposato con Violante Bentivoglio, contessa di Galliate. Il figlio Muzio I Sforza gli successe nel Marchesato di Caravaggio e nella contea di Galliate.

## Ascendenza
|                         |   |                        | Genitori               |  |  | Nonni |  |  | Bisnonni          |  |  | Trisnonni          |  |
|                         |   |                        |                        |  |  |       |  |  | Giacomo Attendolo |  |  | Giovanni Attendolo |  |
|                         |   |                        |                        |  |  |       |  |  | Giacomo Attendolo |  |  | Giovanni Attendolo |  |
|                         |   | Elisa Petraccini       |                        |  |  |       |  |  | Giacomo Attendolo |  |  |                    |  |
| Francesco I Sforza      |   |                        |                        |  |  |       |  |  | Giacomo Attendolo |  |  |                    |  |
|                         |   | Lucia Terziani         | …                      |  |  |       |  |  |                   |  |  |                    |  |
|                         |   | Lucia Terziani         | …                      |  |  |       |  |  |                   |  |  |                    |  |
|                         |   | Lucia Terziani         | …                      |  |  |       |  |  |                   |  |  |                    |  |
| Ludovico Sforza         |   | Lucia Terziani         |                        |  |  |       |  |  |                   |  |  |                    |  |
|                         |   | Filippo Maria Visconti | Gian Galeazzo Visconti |  |  |       |  |  |                   |  |  |                    |  |
|                         |   | Filippo Maria Visconti | Gian Galeazzo Visconti |  |  |       |  |  |                   |  |  |                    |  |
|                         |   | Filippo Maria Visconti | Caterina Visconti      |  |  |       |  |  |                   |  |  |                    |  |
| Bianca Maria Visconti   |   | Filippo Maria Visconti |                        |  |  |       |  |  |                   |  |  |                    |  |
|                         |   | Agnese del Maino       | Ambrogio del Maino     |  |  |       |  |  |                   |  |  |                    |  |
|                         |   | Agnese del Maino       | Ambrogio del Maino     |  |  |       |  |  |                   |  |  |                    |  |
|                         |   | Agnese del Maino       | Ne de Negri            |  |  |       |  |  |                   |  |  |                    |  |
| Giovanni Paolo I Sforza |   | Agnese del Maino       |                        |  |  |       |  |  |                   |  |  |                    |  |
|                         | … | …                      |                        |  |  |       |  |  |                   |  |  |                    |  |
|                         | … | …                      |                        |  |  |       |  |  |                   |  |  |                    |  |
|                         | … | …                      |                        |  |  |       |  |  |                   |  |  |                    |  |
| Bernabò Crivelli        | … |                        |                        |  |  |       |  |  |                   |  |  |                    |  |
|                         |   | …                      | …                      |  |  |       |  |  |                   |  |  |                    |  |
|                         |   | …                      | …                      |  |  |       |  |  |                   |  |  |                    |  |
|                         |   | …                      | …                      |  |  |       |  |  |                   |  |  |                    |  |
| Lucrezia Crivelli       |   | …                      |                        |  |  |       |  |  |                   |  |  |                    |  |
|                         |   | …                      | …                      |  |  |       |  |  |                   |  |  |                    |  |
|                         |   | …                      | …                      |  |  |       |  |  |                   |  |  |                    |  |
|                         |   | …                      | …                      |  |  |       |  |  |                   |  |  |                    |  |
| …                       |   | …                      |                        |  |  |       |  |  |                   |  |  |                    |  |
|                         |   | …                      | …                      |  |  |       |  |  |                   |  |  |                    |  |
|                         |   | …                      | …                      |  |  |       |  |  |                   |  |  |                    |  |
|                         |   | …                      | …                      |  |  |       |  |  |                   |  |  |                    |  |
|                         |   | …                      |                        |  |  |       |  |  |                   |  |  |                    |  |